# Lyudmila Alexeyeva
Lyudmila Mikhaylovna Alexeyeva (tiếng Nga: Людми́ла Миха́йловна Алексе́ева, IPA: [lʲʊˈdmʲilə ɐlʲɪˈksʲeɪvə]; 20 tháng 7 năm 1927 - 8 tháng 12 năm 2018) là một nhà sử học và nhà hoạt động nhân quyền người Nga năm 1976 và là một trong những nhà bất đồng chính kiến của Liên Xô cuối cùng hoạt động ở nước Nga thời hậu Xô Viết.